# 佐竹北家
佐竹北家（さたけほっけ）は、清和源氏佐竹氏の分流にあたる武家・士族・華族だった家。戦国時代に常陸国太田城の北に住したため、こう呼ばれる。江戸時代に佐竹氏が出羽国久保田藩（秋田藩）に減転封された後には同藩の一門家臣となり、維新後には士族を経て華族の男爵家に列した。

## 歴史

### 常陸在封期
常陸守護で同国太田城主の佐竹義治の四男佐竹義信が分家したのに始まる。少なくとも永正年間には宗家から分立していたと思われる。天文年間に太田城の北に屋敷を構えたため、北家と呼ばれるようになった。佐竹東家と後に成立した佐竹南家とともに宗家の家政を支えた。
佐竹氏の常陸中南部進出の際に活躍し、以降代々常陸中南部の土豪たちの言上を佐竹本家に取り次ぐ役割を果たした。佐竹義信の跡を継いだ義住は天文8年（1539年）に宇留野義元の乱の際に部垂城で戦死している。
北家は他の佐竹三家よりも一足早く、天文18年（1549年）までには北家領を形成し、久米城を居城としてその周辺地域（佐竹氏の本拠である常陸太田に繋がる久慈川とその周辺支流の平地）を支配した。ここは久慈川の周辺であるために田地の生産率が高く、久慈川の水運を抑える要衝だった。周辺には西に旧山入氏勢力、北には佐竹領を狙う岩城氏が存在したため、本拠地太田を守るために信頼のおける身内の者を配置する必要があったものと考えられる。

### 秋田移封後
関ケ原の合戦で西軍に付いた佐竹氏が出羽国久保田藩（秋田藩）に減転封された後、元和7年（1621年）に当主申若丸（佐竹義直）が宗家の養子となったため、一時絶家したが、寛永5年（1628年）に公家高倉家出身の義隣を養子に迎えて再興された。明暦2年（1656年）より角館を領するようになったため角館家とも呼ばれた。家禄は1万石だった。

### 明治以降
明治維新時の当主は18代目の佐竹義尚であり、戊辰戦争では官軍に従軍して奮戦したことで家名が大いに栄えた。維新後は佐竹四家（北家・南家・東家・西家）と称された他の佐竹分家とともに当初は士族に列していた。南家や東家の場合のような本家筋の佐竹侯爵家からの授爵請願が北家については確認できないが、北家についても行われた可能性が高い。明治33年（1900年）5月5日付けの宮内省当局側の審査書類によれば、同審査に上がっていた旧藩主一門や旧万石以上陪臣家八名の中に義尚の名前が挙げられている。同月8日に義尚の幕末維新時の勲功をもって華族に取り立てられることが明治天皇より裁可され、その翌日には男爵位が与えられた。
3代男爵佐竹敬治郎の代の昭和前期に佐竹北家男爵家の邸宅は秋田県仙北郡角館町表町上丁にあった。
敬治郎の子で21代目の当主である佐竹敬久は、平成21年に秋田県知事に初当選し、現在4期目であるが、高齢から5期目の出馬はないことを明言している。

## 歴代当主
1. 佐竹義信
2. 佐竹義住
3. 佐竹義廉
4. 佐竹義斯
5. 佐竹義憲
6. 佐竹義廉
7. 佐竹義直
8. 佐竹義隣
9. 佐竹義明
10. 佐竹義命
11. 佐竹義拠
12. 佐竹義邦
13. 佐竹義躬
14. 佐竹義文
15. 佐竹義術
16. 佐竹義許
17. 佐竹義倫
18. 佐竹義尚
19. 佐竹義敬
20. 佐竹敬治郎
21. 佐竹敬久